# Kevin Kilbane
Kevin Daniel Kilbane (né le 1er février 1977 à Preston, Angleterre) est un footballeur international irlandais qui joue au poste de milieu de terrain le plus souvent sur le côté gauche.

## Biographie

### En club
Kilbane rejoint l'Everton FC pour la saison 2003-2004, lors du dernier jour du mercato d'été 2003. Il joue son premier match pour le club le 13 septembre 2003, en étant titularisé lors de la cinquième journée de championnat face à Newcastle United (2-2). Il inscrit son premier but pour Everton le 22 novembre de la même année, lors de la victoire face à Wolverhampton (2-0). Il s'impose dès sa première saison, bien que son club peine à bien figurer, terminant 17e du classement.
Il est un titulaire indiscutable lors de la saison 2004-2005, jouant tous les matchs de championnat, disputant un total de 42 matchs toutes compétitions confondues pour un but, et contribue à la bonne saison de son équipe qui termine cette-fois 4e.
Après trois saisons à Everton Kilbane s'engage en faveur d'un autre club de Premier League, le Wigan Athletic.

### En sélection
Né en Angleterre mais de parents irlandais, Kilbane joue pour l'équipe d'Irlande. Avec 108 sélections (8 buts), il est le quatrième joueur le plus capé de la sélection irlandaise. Il a disputé la coupe du monde 2002 où l'Irlande fut éliminée en huitièmes de finale par l'Espagne aux tirs au but.
Il prend sa retraite sportive le 8 décembre 2012,.

### Clubs
- Preston North End (1995-1997)
- West Bromwich Albion (1997-déc. 1999)
- Sunderland (déc. 1999-2003)
- Everton (2003-2006)
- Wigan Athletic (2006-jan. 2009)
- Hull City (depuis jan. 2009)
  -  (prêt) Huddersfield Town (jan.-mai 2011)
  -  (prêt) Derby County (août-déc. 2011)
- Coventry City (juillet-décembre. 2012)